# 港墘 (臺南市)
港墘，是臺灣臺南市仁德區的一個傳統地域名稱，位於該區東部偏南。相較於今日行政區，其範圍大致包括保安里東部、上崙里東南部、中洲里東北部。
本地區設有依仁國小、保安工業區。

## 歷史
台灣日治初期，港墘地區為一街庄，稱為「港墘庄」（舊制街庄），隸屬於依仁里。該庄昔日西北與三甲仔庄、上崙仔庄為鄰，東北及東南與刣豬厝庄為鄰，南邊為中洲庄，西南邊為二橋庄為鄰。
1901年（日治明治三十四年）11月11日，全台廢縣廳改設二十廳，該庄隸屬於臺南廳。1904年（明治三十七年）3月31日，該庄編入「文依區」，隸屬於臺南廳。1909年（明治四十二年）10月25日，全台合併二十廳為十二廳，文依區仍隸屬於臺南廳。1920年（大正九年）10月1日，全台地方制度大改正，廢十二廳改設五州二廳，該庄改制為「港墘」大字，隸屬於臺南州新豐郡仁德庄（新制街庄）。
戰後仁德庄改制為仁德鄉，隸屬於臺南縣，大字亦改制為村。1950年（民國39年）10月25日，雲、嘉、南分治，仁德鄉仍隸屬於臺南縣。2010年（民國99年）12月25日，臺南縣、市合併為直轄臺南市，仁德鄉改制為仁德區，村亦改制為里。

## 聚落
本地區發展較早的聚落為港墘（已消失），在日治初期的官方地圖上已有記載。

## 交通
國道1號又稱「中山高速公路」，是貫穿台灣西部的兩條縱向高速公路之一，經過本地區中部。最近的交流道在北側為省道台86線（東西向快速公路－台南關廟線）交會處的仁德系統交流道（多利用區道南151線交會處旁的上崙交流道進出，經台86線、仁德系統交流道銜接國道1號）；在南側為省道台28線交會處的路竹交流道。由此等可快速前往國道1號沿線各地。
省道台86線又稱「東西向快速公路－台南關廟線」，經過本地區東北部，並在西側邊界外緣區道南151線交會處旁（德崙路）設有上崙交流道。由此可快速前往台86線沿線各地，或銜接國道1號、國道3號。